# Smodicinus
Smodicinus is een monotypisch geslacht van spinnen uit de  familie van de Thomisidae (krabspinnen).

## Soort
- Smodicinus coroniger Simon, 1895